# 布登勃洛克家族

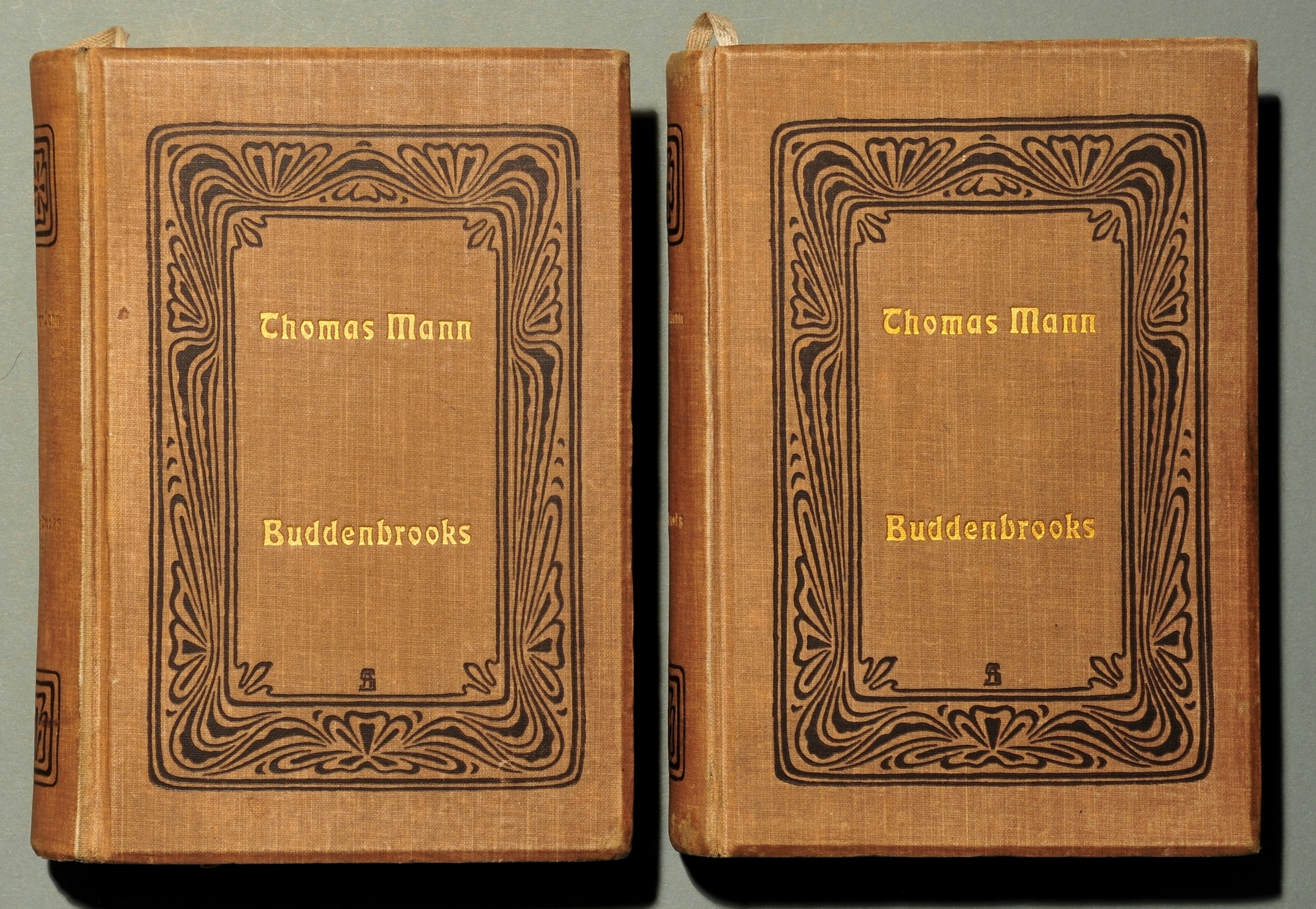
Buddenbrooks 1901

《布登勃洛克家族：一个家族的衰落》（德語：Buddenbrooks: Verfall einer Familie），德國作家托馬斯·曼1901年發表的作品，可說是一本作者自傳，共有400多個人物出场，一經發表便風行歐洲，在中国有“德国版的《红楼梦》”的评价。

## 劇情
故事內容描寫呂貝克望族布登勃洛克家族四代人物從1835年—1877年間的興衰，以及哈根施特勒姆家族的發跡，見證了資本主義的壟斷性，揭露了資產階級許多醜惡的一面。
老约翰·布登勃洛克早年從事糧食事業，开设一家大商号“约翰·布登勃洛克公司”，累積大量財富，富甲一方，1835年10月的一个星期四，老约翰迁入曼街的一所新居，標誌著布登勃洛克一家的鼎盛时期。
在布登勃洛克家族第一代逐漸凋零之後，代表的新興事業的暴发户哈根施特罗姆逐漸堀起，第二代的小约翰继承家业后，對於经营商業感到非常吃力，他自作主張將女兒安冬妮嫁給能說善道的青年格林利希，安冬妮对他十分厌恶，結婚後卻發現對方是個騙子，只是貪圖八万马克的嫁妝，格林利希的公司濒临破产，银行贷款人凯赛迈耶告诉小約翰，托妮的陪嫁费被用來補充格林利希的虧空款項，又要岳父为他支付十二万马克。小約翰對女兒不幸的婚姻感到內疚，晚年在宗教中寻求精神安慰，早早地离开人世。
第三代的托马斯有商業頭腦，他表现出比祖父和父亲更有魄力，他早年的情人小安娜因为出身贫贱，被他所拋棄。他娶富商之女蓋爾達為妻，帶來30萬馬克的陪嫁，但蓋爾達只關心音樂，每天只熱衷於拉她的小提琴，托马斯和盖尔达之间没有真正的感情。托马斯雖然有心改變，拚命掙扎，成为市长的助手，甚至以三分之二的票数擊敗哈根施特罗姆，当上议员，蓋了大房子，看似成功在望，還是逃避不了衰亡的命運。他的家族包含他的母親、妹妹冬妮、弟弟克利斯蒂安都在跟他作對，敗壞家風。冬妮的第二任丈夫佩尔曼内德是慕尼黑的啤酒商，滿口髒話，對女傭人胡來。参议夫人死后，兄弟姐妹三人為了遺產吵得天翻地覆，冬妮哀求說：“汤姆……克利斯蒂安……母亲还没有入殓呢！”。哈根施特罗姆公司欣欣向荣，而托馬斯的家業卻日益萧条。一日，托马斯和冬妮來到了海灘，托馬斯感覺自己將不在人世，冬妮回想起她與大學生莫尔顿的初戀，因为男方太穷而宣告失败，離開時兩人都依依不捨。最後托馬斯因牙痛感染併發症去世，蓋爾達出售了托馬斯為她在漁夫港建造的豪宅。
第四代的漢諾多愁善感，神經脆弱，對於爾虞我詐的商業社會感到恐懼，鎮日沉迷於音樂，最後英年早逝，結束了布登勃洛克家族的繁華時代，托马斯的弟弟克利斯蒂安被送入精神病院。汉诺病死后，托馬斯的妻子带着仅有的一点财产回了娘家尼德蘭。安冬妮帶著女兒艾莉卡孤單單地活著，艾莉卡和一位消防保险公司的经理结婚，冬妮還常跟外面的人談起布登勃洛克家族昔日繁華。

## 風格
托馬斯·曼把自己的小說稱為“盡頭的書”，主題總逃離不了衰亡的命運，布登勃洛克家族一書基本上是托馬斯·曼本人的寫照，托马斯·曼的祖辈都是殷实的商贾，小说中许多人物是以他的亲友為原型，他更仔細研究早期家族的书信、票號，宴會的奢華熱烈情景，甚至是窗簾的材料都極盡考究，一切都盡量呈現出時代的背景。
由於鸿篇巨制，此书曾被菲舍尔出版社要求减半，但遭到作者拒絕。1920年該書銷量即超過10萬，1929年，銷售量已超過百萬冊，是德國有史以來最暢銷的小說。
1929年托馬斯·曼以此書獲得諾貝爾文學獎，诺贝尔奖评委会曾赞誉此书为“德国首部格调高雅的现实主义长篇小说”。
但這本書也有不少缺點，一些章節明顯呆板，人物性格的描寫亦嫌累赘，甚至一些吕贝克人对人物塑造遭到扭曲提出激烈的批判。

## 中譯
- 《布登勃洛克一家》，傅維慈譯，北京人民文學出版，1962年